# Толстоголовка Ностродам
Толстоголовка Ностродам (лат. Gegenes nostrodamus) — дневная бабочка из семейства толстоголовок.

## Этимология названия
Видовое название дано в честь Мишеля де Нострадама (1503—1566), более известного как Нострадамус — (14 декабря 1503 — 2 июля 1566) — французского доктора медицины, фармацевта, алхимика, знаменитого своими пророчествами.

## Описание
Длина переднего крыла 15—16 миллиметров. Основной фон крыльев тёмно-коричневый, у некоторых особей — почти чёрный с дымчатым оттенком. Самки отличаются от самцов наличием беловатых пятнышек на передних крыльях.

## Ареал
Средиземноморье, Закавказье (Азербайджан, Армения), Дагестан, юг Турции, Аравийский полуостров, Ирак, Средняя Азия, Афганистан, Пенджаб, Кашмир, Индия.

## Биология
Бабочки населяют пойменные заливные луга с высоким травостоем. За год развиваются два-три поколения. Время лёта бабочек длится с конца апреля до конца октября. Бабочки летают быстро и низко. Самцы часто сидят на освещенных солнцем камнях и охраняют свою территорию от других самцов. Самки малозаметные и в утренние часы обычно сидят в высокой траве. Кормовые растения гусениц: Gramineae, Aeluropus, Aerulopus, Panicum. В Греции гусеницы питаются злаком Phragmites australis.